# 56è Festival Internacional de Cinema de Berlín
El 56è Festival Internacional de Cinema de Berlín va tenir lloc entre el 9 i el 19 de febrer de 2006. El festival va obrir amb Snow Cake de Marc Evans. El festival va clausurar amb una versió restaurada digitalment de la pel·lícula de Sam Peckinpah de 1972 Pat Garret i Billy el Nen. L'actriu britànica Charlotte Rampling fou seleccionada com a cap del jurat. L'Os d'Or fou atorgat a Grbavica dirigida per Jasmila Žbanić.
El festival va mostrar una retrospectiva dedicada a actrius de pel·lícules de la dècada del 1950, titulat Dream Girls. Film Stars in the 1950s. Al festival es van vendre més de 186.000 entrades amb espectadors de més de 120 països, inclosos 3.800 periodistes, que acudiren al festival.

## Jurat

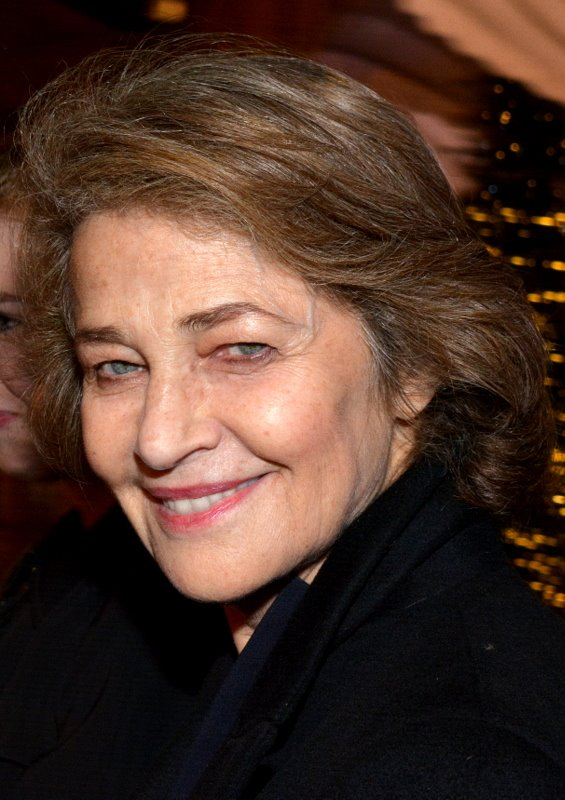
Charlotte Rampling, president del jurat

Les següents persones foren nomenades com a membres del jurat:
- Charlotte Rampling: GB (president)
- Matthew Barney: EUA
- Yash Chopra: Índia
- Marleen Gorris: Països Baixos
- Janusz Kamiński: Polònia
- Lee Young-ae: Corea
- Armin Mueller-Stahl: Alemanya
- Fred Roos: EUA
- Jung-Wan Oh: Corea del Sud
- Mariela Besuievski: Espanya
- Florian Gallenberger: Alemanya

## Selecció oficial

### En competició
Les següents pel·lícules van competir per l'Os d'Or i per l'Os de Plata:
| Títol original                       | Director(s)                          | País                                    |
| ------------------------------------ | ------------------------------------ | --------------------------------------- |
| A Prairie Home Companion             | Robert Altman                        | Estats Units                            |
| Candy                                | Neil Armfield                        | Austràlia                               |
| Der freie Wille                      | Matthias Glasner                     | Alemanya                                |
| El custodio                          | Rodrigo Moreno                       | Argentina, França, Alemanya             |
| Elementarteilchen                    | Oskar Roehler                        | Alemanya                                |
| En Soap                              | Pernille Fischer Christensen         | Dinamarca, Suècia                       |
| Find Me Guilty                       | Sidney Lumet                         | Estats Units                            |
| Grbavica                             | Jasmila Zbanic                       | Àustria, Bòsnia i Hercegovina, Alemanya |
| Invisible Waves (คำพิพากษาของมหาสมุทร) | Pen-Ek Ratanaruang                   | Països Baixos, Tailàndia, Hong Kong     |
| Isabella (伊莎貝拉)                  | Pang Ho-cheung                       | Hong Kong, R.P. de la Xina              |
| L'ivresse du pouvoir                 | Claude Chabrol                       | França, Alemanya                        |
| Offside (آفساید)                     | Jafar Panahi                         | Iran                                    |
| Requiem                              | Hans-Christian Schmid                | Alemanya                                |
| Romanzo Criminale                    | Michele Placido                      | Itàlia, Regne Unit, França              |
| Sehnsucht                            | Valeska Grisebach                    | Alemanya                                |
| Slumming                             | Michael Glawogger                    | Àustria, Suïssa                         |
| Snow Cake                            | Marc Evans                           | Regne Unit, Canadà                      |
| The Road to Guantanamo               | Michael Winterbottom, Mat Whitecross | Regne Unit                              |
| Zemestan                             | Rafi Pitts                           | Iran                                    |

## Premis

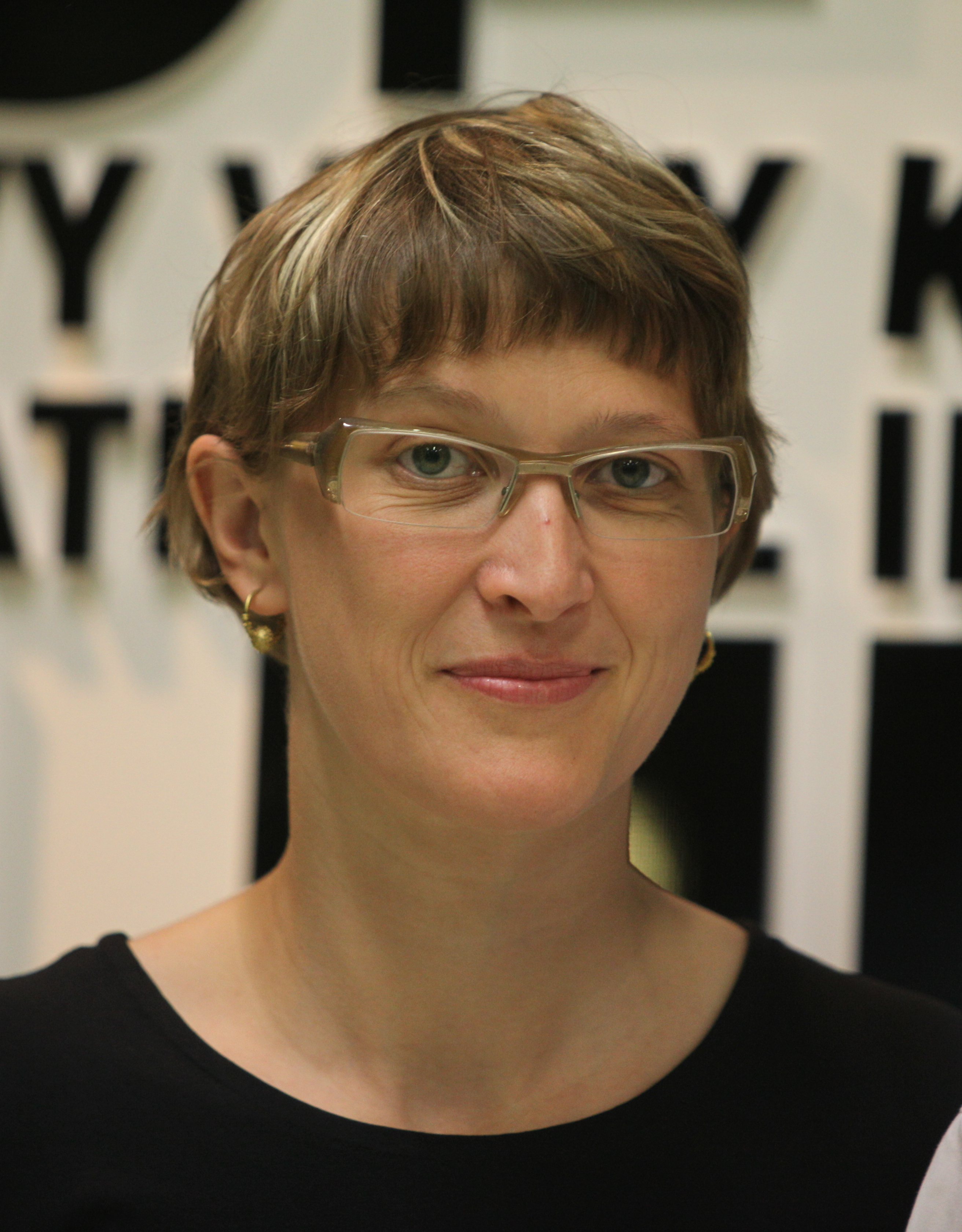
Jasmila Žbanić, winner of the Golden Bear at the festival

El jurat va atorgar els següents premis:
- Os d'Or:
  - Grbavica de Jasmila Žbanić
  - Millor curtmetratge - Never Like the First Time! dey Jonas Odell
- Os de Plata:
  - Millor pel·lícula - Isabella de Peter Kam
  - Millor actor - Moritz Bleibtreu per The Elementary Particles
  - Millor actriu - Sandra Hüller per Requiem
  - Millor director - Michael Winterbottom & Mat Whitecross per The Road to Guantanamo
  - Millor curtmetratge - Penpusher de Guillaume Martinez
  - Millor contribució artística - Jürgen Vogel per Der freie Wille
  - Gran premi del jurat - En soap de Pernille Fischer Christensen
- Menció Honorífica:
  - Curtmetratge - Maryam Keshavarz per El día que morí
- Os d'Or Honorari:
  - Andrzej Wajda
  - Ian McKellen
- Berlinale Camera:
  - Michael Ballhaus
  - Jürgen Böttcher
  - Laurence Kardish
  - Peter B. Schumann
  - Hans Helmut Prinzler
- Millor pel·lícula de debut:
  - En soap de Pernille Fischer Christensen (director) & Lars Bredo Rahbek (productor)
- Premi Panorama Audience:
  - Tomer Heymann per Paper Dolls
  - Curtmetratge - Talya Lavie per The Substitute
- Os de Cristall:
  - Millor curtmetratge - Cameron B. Alyasin per Never an Absolution
  - Millor pel·lícula - Niels Arden Oplev per We Shall Overcome
  - 14Plus: Millor pel·lícula - Henry Meyer per Four Weeks in June
- Os de Cristall – Menció Especial:
  - Millor curtmetratge: Irina Boiko per The Thief
  - Millor pel·lícula: Auraeus Solito per The Blossoming of Maximo Oliveros
  - 14Plus: Millor pel·lícula: Claude Gagnon per Kamataki
- Deutsches Kinderhilfswerk Grand Prix:
  - The Blossoming of Maximo Oliveros de Auraeus Solito
- Deutsches Kinderhilfswerk – Premi Especial:
  - A Fish with a Smile de C. Jay Shih
- Deutsches Kinderhilfswerk - Menció especial:
  - Millor curtmetratge - Vika de Tsivia Barkai
  - Millor pel·lícula - I Am de Dorota Kedzierzawska
- Teddy:
  - Millor curtmetratge - El día que morí de Maryam Keshavarz
  - Millor documental - Beyond Hatred de Olivier Meyrou
  - Millor pel·lícula - The Blossoming of Maximo Oliveros d'Auraeus Solito
- Premi del Jurat Teddy:
  - Patrick Carpentier per Combat
- FIPRSECI Prize:
  - Competició - Requiem de Hans-Christian Schmid
  - Fòrum de Nou Cinema - So Yong Kim per In Between Days
  - Panorama - Knallhart de Detlev Buck
- Premi del Jurat Ecumènic:
  - Competició - Grbavica de Jasmila Zbanic
  - Fòrum de Nou Cinema - Conversations on a Sunday Afternoon de Khalo Matabane
  - Panorama - The Collector de Feliks Falk
- Premi C.I.C.A.E.:
  - Fòrum de Nou Cinema - Karov la bayit de Dalia Hager
  - Panorama - Zhang Yuan per Kàn shàng qù hén měi
- Premi Netpac:
  - Dear Pyongyang de Yong-hi Yang
- Prix UIP Berlin:
  - El cerco de Ricardo Íscar
- Premi Alfred Bauer:
  - Rodrigo Moreno per El custodio
- Label Europa Cinemas:
  - Detlev Buck per Knallhart
- Premi Caligari Film:
  - Ben Hopkins per 37 Uses for a Dead Sheep
- DIALOGUE en Perspective:
  - Bülent Akinci per Der Lebensversicherer
- DIALOGUE en Perspective – Menció Especial:
  - Florian Gaag per Wholetrain
- Talent Movie of the Week:
  - Phillip Van per High Maintenance
- Premi Berlin Today:
  - Anna Azevedo per BerlinBall
- Score Competition:
  - Alasdair Reid
- Premi Manfred Salzgeber:
  - Tomer Heymann per Paper Dolls
- Premi Panorama Curtmetratge:
  - Tala Hadid per Your Dark Hair Ihsan
- Premi DAAD Curtmetratge:
  - Rony Sasson for Swanettes
- Premi Peace Film:
  - Jasmila Zbanic per Grbavica
- Premi Amnesty International Film:
  - Masoud Arif Salih per Narcissus Blossom
- Premi Wolfgang Staudte:
  - Tizza Covi per Babooska
- Premi Guild of German Art House Cinemas:
  - Matthias Glasner per Der freie Wille
- Femina-Film-Prize:
  - Yasmin Khalifa per Bye Bye Berlusconi!
- Jurat Lector del "Berliner Morgenpost":
  - Robert Altman per A Prairie Home Companion
- Jurat lector del "Berliner Zeitung":
  - Shion Sono per Strange Circus
- Jurat lectir dek "Siegessäule":
  - Tomer Heymann per Paper Dolls